# Władysław Kubala
Władysław Franciszek Ferdynand Kubala (ur. 26 stycznia 1891 w Tymbarku, zm. 12 maja 1941 w Arnswalde) – podpułkownik intendent z wyższymi studiami wojskowymi Wojska Polskiego, uczestnik czterech wojen.

## Życiorys
Urodził się 26 stycznia 1891 w Tymbarku. Był synem Franciszka (urzędnik kolejowy w Tymbarku, zm. przed 1906) i Salomei z domu Baczyńskiej. Był bratem Kazimierza (ur. 26 stycznia 1893, zm. w 1976, major pilot); obaj bracia urodzili się tego samego dnia 26 stycznia, dzieliło ich dwa lata różnicy. Ich stryjem był Ludwik Kubala (1838–1918, nauczyciel i historyk), a kuzynem Wawrzyniec Kubala (1885–1967, doktor praw, wiceprezydent Lwowa).
Władysław Kubala uczył się w szkole ludowej, następnie w gimnazjum w Nowym Sączu. W 1910 zdał egzamin dojrzałości w C. K. Gimnazjum Męskim w Sanoku (w jego klasie byli m.in. Józef Hukiewicz, Bronisław Prugar-Ketling, Stefan Mozołowski, Antoni Nahurski). Podczas pobytu w Sanoku zamieszkiwał w Posadzie Sanockiej u Władysława Baczyńskiego, lustratora Rady Powiatowej. Podczas nauki szkolnej w Sanoku był komendantem oddziału ćwiczebnego Organizacji Młodzieży Niepodległościowej „Zarzewie” od 1909 do 1910. Kształcił się w Akademii Handlowej w Krakowie. Od 1912 członek Związku Strzeleckiego w Krakowie. Dowódca plutonu i kompanii. Służył w c. i k. Armii podczas I wojny światowej. Wraz z załogą Przemyśla dostał się do niewoli rosyjskiej.
U kresu wojny został przyjęty do Wojska Polskiego. W obronie Lwowa podczas wojny polsko-ukraińskiej był w składzie załogi improwizowanego samochodu pancernego nazwanego „Tank Piłsudskiego”, którego dowódcą był ppor. Edward Sas-Świstelnicki. Następnie uczestniczył w wojnie z bolszewikami 1919–1920. Został awansowany do stopnia kapitana w korpusie oficerów administracji dział gospodarczy ze starszeństwem z dniem 1 czerwca 1919. Rozpoczął służbę w intendenturze Wojska Polskiego. W 1923 jako oficer nadetatowy Okręgowego Zakładu Gospodarczego nr I był uczniem II rocznika Działu Gospodarczego Wyższej Szkoły Intendentury. W 1924 był oficerem w Departamencie VII Intendentury Ministerstwie Spraw Wojskowych w Warszawie. Został awansowany do stopnia majora intendenta ze starszeństwem z dniem 1 lipca 1925. W 1928 był zweryfikowany z lokatą 16 i w tym czasie był w dyspozycji Ministra Rolnictwa (tam odbywał praktyki). Od 1930 był oficerem w służbie Intendentury Dowództwa Okręgu Korpusu Nr I w Warszawie. Na stopień podpułkownika został mianowany ze starszeństwem z 1 stycznia 1936 i 7. lokatą w korpusie oficerów intendentów. Do wybuchu II wojny światowej pełnił funkcję zastępcy szefa Szefostwa Intendentury DOK I.
W okresie kampanii wrześniowej został mianowany zastępcą szefa intendentury w sztabie Armii „Warszawa”, później pełnił służbę w Dowództwie Obrony Warszawy. Po kapitulacji Warszawy z 28 września 1939 dostał się do niemieckiej niewoli. Przebywał w Oflagu II B Arnswalde. Tam zmarł 12 maja 1941 i został pochowany 16 maja na miejscowym cmentarzu w Arnswalde.
Ożenił się 30 stycznia 1921 ze Stefanią Weiss.

## Ordery i odznaczenia
- Krzyż Niepodległości (9 stycznia 1932)[18][2]
- Krzyż Kawalerski Orderu Odrodzenia Polski (10 listopada 1938)[19]
- Złoty Krzyż Zasługi (19 marca 1935)[20][21]
- Medal Pamiątkowy za Wojnę 1918–1921[2]
- Medal Dziesięciolecia Odzyskanej Niepodległości[2]

## Upamiętnienie
Podczas „Jubileuszowego Zjazdu Koleżeńskiego b. Wychowanków Gimnazjum Męskiego w Sanoku w 70-lecie pierwszej Matury” 21 czerwca 1958 nazwisko Władysława Kubali zostało wymienione w apelu poległych w obronie Ojczyzny w latach 1939–1945 oraz na ustanowionej w budynku gimnazjum tablicy pamiątkowej poświęconej poległym i pomordowanym absolwentom gimnazjum.
W 1962 Władysław Kubala został upamiętniony wśród innych osób wymienionych na tablicy Mauzoleum Ofiar II Wojny Światowej na Cmentarzu Centralnym w Sanoku.
Powojenne przyporządkowanie Władysława Kubali jako ofiary niemieckiego obozu koncentracyjnego wynika prawdopodobnie z faktu, że w Auschwitz-Birkenau w 1943 poniósł śmierć inny Władysław Kubala.